# Hitachibō Kaison

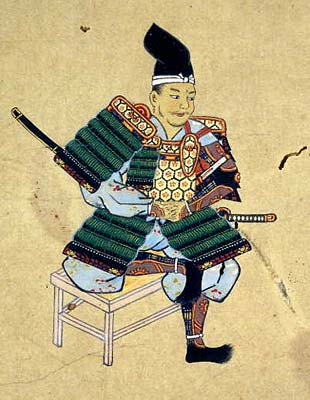
Hitachibou Kaison

Hitachibō Kaison (jap. 常陸坊海尊 Hitachibō Kaison; daty urodzin i śmierci nieznane) – legendarny sōhei pojawiający się w Genpei Jōsuiki, Gikeiki i Heike monogatari. Miał być mnichem w świątyni Onjōji lub na górze Hiei.

## Życie
Po zostaniu sługą Yoshitsune Minamoto, Kaison towarzyszył ucieczce Yoshitsune i jego drużyny z Kioto wraz z Musashibo Benkei i innymi sługami. W bitwie nad rzeką Koromo-gawa przeciwko armii, którą dowodził Fujiwara no Yasuhira w Hiraizumi w Oshu (północne Honsiu, region obejmujący prowincje Mutsu i Dewa), gdzie zginął Yoshitsune, Kaison miał przeżyć, ponieważ on i inni słudzy Yoshitsune odwiedzali świątynię w górach.
Istnieje legenda, że Kaison stał się nieśmiertelny (miał przeżyć ponad 400 lat, chociaż jego data urodzenia i śmierci jest nieznana), i opowiadał ludziom o wojnie Genpei i legendzie Minamoto no Yoshitsune tak żywo, jakby widział je na własne oczy.
Razan Hayashi napisał w swojej książce Honcho Jinja Ko (studium japońskch chramów), że we wczesnym okresie Edo stary człowiek imieniem Zanmu opowiadał o wojnie Genpei i ludzie wierzyli, że był Kaisonem.
W mieście Hirono w prefekturze Iwate znajduje się stary kamienny pomnik, o którym mówi się, że jest grobowcem Kaisona.

## Kaison i „sieroty” Minamoto no Yoshitsune
W mieście Mo’oka w prefekturze Tochigi znajduje się świątynia Henshoji. Według starego magazynu świątynnego i tradycji, Hitachibō Kaison powierzył dziecko Minamoto no Yoshitsune, Keiwakę kapłanowi Hitachiemu Nyūdō Nensai na żądanie Hidehiry Fujiwara.
Ponadto, według świadectw ze świątyni Enmyō-ji w Hirosaki, prefekturze Aomori, Chitose Maru albo Keiwakamaru był dzieckiem Yoshitsune Minamoto, powierzonym Date Tomomune przez Kaisona. Po adopcji Kaison miał zniknąć.